# Paradela (Tabuaço)
Paradela is een plaats (freguesia) in de Portugese gemeente Tabuaço en telt 151 inwoners (2001).